# Prue Halliwell
Prudence Halliwell es un personaje de ficción de la serie de televisión estadounidense Charmed (titulada Embrujadas en España y Hechiceras en Hispanoamérica), interpretado por Shannen Doherty desde el 7 de octubre de 1998 hasta el 17 de mayo de 2001. Es uno de los personajes principales, específicamente una de las brujas más poderosas de todos los tiempos. Su poder principal es la telequinesis. Es la hija mayor de Patty Halliwell y Víctor Bennett, hermana mayor de Piper Halliwell (interpretada por Holly Marie Combs) y Phoebe Halliwell (interpretada por Alyssa Milano).
El personaje recibió críticas positivas de los profesionales de televisión, quienes alabaron su fuerte personalidad, además de la actuación de Doherty. La actriz recibió dos nominaciones a los premios Saturn en 1999 y 2000 en la categoría de Mejor Actriz de Televisión por su interpretación de Prue Halliwell. En 2007, AOL TV colocó a Prue en el noveno puesto de la lista "Top Brujas de TV". Además de en la serie de televisión, el personaje también apareció en el universo expandido de los cómics y las novelas.

## Antecedentes
Prudence Halliwell nació el 25 de octubre de 1971. Fue la primera hija de Patty Halliwell (una bruja) y Víctor Bennett (un hombre no mágico). Siendo la hermana mayor y la más poderosa, asumió gran parte de la responsabilidad familiar al morir su madre y, junto con su abuela, siempre cuidó de sus hermanas. El personaje fue creado por Constance M. Burge quien se basó en su hermana mayor para construir el personaje de Prue.  
Prue es representada como una hermana mayor, responsable, fuerte, luchadora y líder del grupo. Durante las tres temporadas en las que está presente en la serie, se la concibe como la más fuerte y poderosa de las tres hermanas Halliwell. Las historias de Prue normalmente giran en torno a la protección de inocentes y vencer a las fuerzas del mal en San Francisco, así como en intentar compaginar su carrera profesional de trabajadora en una casa de subastas, y posteriormente de fotógrafa, con su desempeño como bruja. También tiene relaciones sentimentales con su antiguo amor de instituto, el inspector Andy Trudeau (Ted King), en la primera temporada de la serie, y con su compañero de trabajo de la casa de subastas, Jack Sheridan (Lochlyn Munro), en la segunda temporada. En la tercera temporada, Prue es forzada a casarse con el brujo Zile (Tom O'Brien) en una boda negra, pero este matrimonio termina cuando él es vencido por las hermanas. En el episodio final de la tercera temporada, Prue es atacada por Shax, un poderoso demonio asesino enviado por la Fuente de Todo Mal, terminando la temporada en suspenso. Después de que Doherty abandonara la serie, se revela que este ataque fue fatal. Fue reemplazada en la cuarta temporada por Rose McGowan, quien interpretó a su hermana perdida, Paige Matthews. 

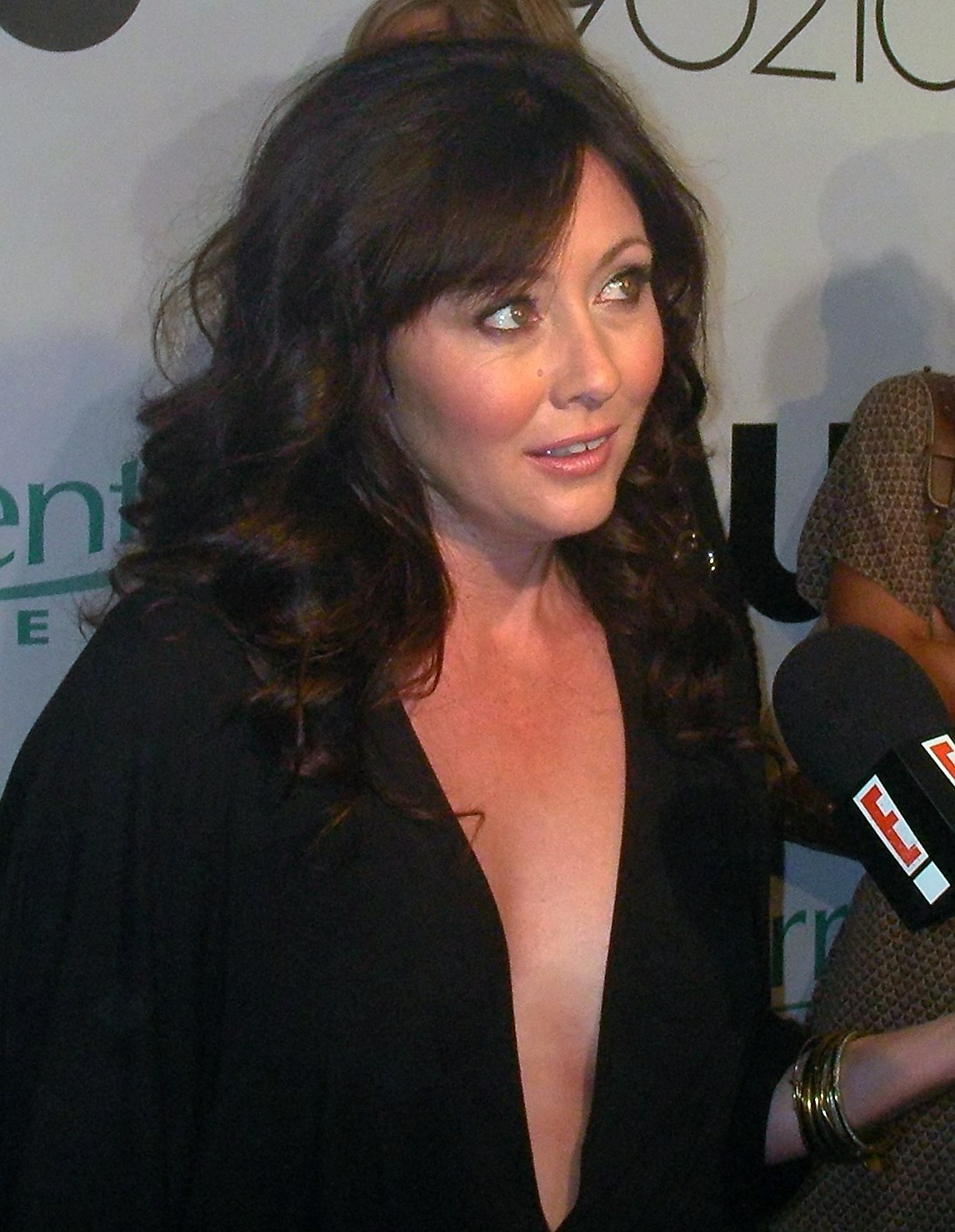
Shannen Doherty, la actriz que dio vida al persona de Prue Halliwell

Como bruja, Prudence desarrolló el poder de la telequinesis, que le permitía mover objetos con la mente, al igual que el de la proyección astral, que le confería la habilidad de materializarse en otro lugar de su elección mientras se encontraba en un estado de letargo. Cabe destacar que mientras su yo astral se encontraba materializado, Prue era incapaz de utilizar su telequinesis.  
El 24 de marzo de 1975 fue visitada por una versión futura de sí misma, y justo aquel día Patty firmó un pacto con el brujo Nicholas, por medio de un anillo que lo hacía inmune a los poderes de sus hijas. 
En noviembre de 1975, después del nacimiento de Phoebe, su abuela, Penny Halliwell, ató sus poderes para evitar que Nicholas las matara para robárselos. La memoria de los poderes que poseían fue borrada por la abuela. Más tarde, en 2001, Prue fue atacada por un demonio junto a su hermana Piper. Después del ataque, Leo (marido de Piper) llegó a tiempo para salvar con sus poderes a su esposa, pero no a Prue, que ya estaba muerta. En la escuela, Prue fue muy popular. Fue una estudiante destacada y presidenta del Consejo Estudiantil. Aunque se volvió rebelde, eso no le impidió aprender a ser responsable y protectora de su familia. Ella deseaba ser fotógrafa profesional cuando era joven, quizás como un eco psíquico de su vida pasada en 1920 (como una de las tías de Penny). A la edad de 20 años, tuvo un accidente de coche y se culpó a sí misma por herir a Phoebe, quien fue hospitalizada tras el accidente.
Cuando fueron a la universidad, Piper Halliwell y Prue se mudaron juntas a un apartamento en North Beach. Prue estudió Historia y fue una buena estudiante. Se hizo popular en la universidad al tener citas con el capitán del equipo de fútbol, Tom, quien después intentó convertirse en un humano demonizado. Las dos chicas permanecieron en North Beach hasta 1997, cuando Penny enfermó y regresaron a la Mansión Halliwell con la abuela y Phoebe. Prue se comprometió con su jefe, Roger, y le pidió a Piper que fuera su dama de honor. Roger continuó saliendo con Phoebe en secreto para después afirmar que Phoebe andaba detrás de él. Por esa época, Penny tomó una fotografía de las tres juntas frente a la mansión. Penny planeaba usar una poción para atar los poderes de las hermanas para siempre, en contra de los deseos de Patty, pero Penny murió antes de poder hacerlo.

## Regreso a la magia
Prue recibió sus poderes con una mezcla de sorpresa y enfado hacia su hermana Phoebe, a quien culpó por su introducción a la brujería. Pero eventualmente aceptó su destino y acogió su rol como bruja. 
Inicialmente, Prue podía mover objetos con la mente canalizando su poder a través de los ojos. A medida que la serie progresa, aprende a controlar su telequinesis mediante el uso de sus manos y más adelante adquiere el poder de la proyección astral. Prue también se convierte en una experta luchadora, entrenando en artes marciales y utilizando sus poderes para realizar maniobras acrobáticas avanzadas.
Originalmente tenía el poder de la telequinesis. Esto se debe a la habilidad de condensar la telergia de su mente para dirigirla a objetos inanimados, personas, o incluso energía. Su telequinesis era canalizada entrecerrando sus ojos; después, aprendió a canalizar la habilidad con las manos, mediante un movimiento de despeje. Mientras sus poderes se desarrollaron, obtuvo el poder de la proyección astral, la habilidad de proyectar su mente fuera de su cuerpo, en un estado tangible en el plano físico. Según su Guía Blanco, se debía a poder condensar y mover también su cuerpo astral. En este estado, Prue entra en un estado de inconsciencia mientras su mente es proyectada fuera del cuerpo. Este poder se activa cuando ella quiere estar en dos diferentes lugares al mismo tiempo. La Prue proyectada es idéntica a la original con excepción de que no tiene el poder de la telequinesis y no puede morir.
Nota: en su vida pasada, Prue poseía el poder de la Criokinesis, o sea, generar y manipular el frío, la nieve y hielo, canalizando un disparo de un soplo de frío.
En el futuro al que viajó, Prue poseía enormes poderes telequinéticos con los que podía mover múltiples objetos pesados con un solo movimiento de su mano. La primera y última vez que usó este poder destrozó todo el ático con un único gesto.
Como la hermana mayor, Prue se veía como la figura materna de la familia: conservadora, prudente y poco aficionada a las sorpresas. Piper, la hermana del medio, actuaba como mediadora entre Prue y Phoebe, a quien Prue inicialmente consideraba inmadura, irresponsable e impredecible. A pesar de sus desacuerdos ocasionales, su relación mejoró con el tiempo.

## Vida romántica
Prue mantuvo varias relaciones a lo largo de la serie. Su primera relación significativa fue con Andy Trudeau, un detective del Departamento de Policía de San Francisco y su amor de la infancia. Aunque intentaron retomar su romance, el secreto de la identidad mágica de Prue y su papel como bruja complicaron su relación. Finalmente, Andy murió protegiendo a Prue y a sus hermanas.
Posteriormente, Prue tuvo algunos romances esporádicos, incluyendo una relación con Bane Jessup, un jefe criminal con quien se involucró mientras investigaba un intento de asesinato contra las Halliwell. Aunque sintió algo por él, finalmente tuvo que entregarlo a la policía. También tuvo una breve relación con Jack Sheridan, su compañero de trabajo en la casa de subastas, aunque esta relación no prosperó.

## Vida profesional
Prue trabajó inicialmente en el Museo de Historia Natural de San Francisco, donde conoció a Roger, quien luego se convertiría en su prometido. Tras su ruptura, dejó el museo y comenzó a trabajar en la Casa de Subastas Buckland como experta en objetos antiguos. Después de descubrir que sus jefes eran brujos infiltrados que conspiraban contra las Halliwell, renunció y se unió a la Revista 415 como fotógrafa, logrando finalmente cumplir su sueño de dedicarse a la fotografía profesionalmente.

## Vida mágica
Prue tuvo problemas para equilibrar su vida profesional con sus responsabilidades como bruja. Se dedicó a convertirse en una bruja poderosa, lo que a veces la llevó a asumir demasiada carga. Fue secuestrada y casada a la fuerza con el brujo Zile, lo que la volvió temporalmente malvada. Sin embargo, fue liberada cuando sus hermanas derrotaron a Zile y a la sacerdotisa Dantalian. 
En el episodio "Primorosa empatía", Prue enfrentó por primera vez a un demonio sin utilizar sus poderes, usando artes marciales de alto nivel gracias a un poder temporal de empatía. A medida que la temporada avanzó, mostró habilidades de combate superiores incluso a las de Phoebe, quien llevaba años entrenando en artes marciales.
Prue también tenía problemas mágicos, aunque con seres no mágicos. A punto de celebrar la boda de Piper y Leo, Prue tiene unos sueños en los que está en un bar de moteros con un hombre llamado T.J. En parte, era ella la que estaba allí y por otro lado no. Mientras dormía su astral se proyectaba en el bar para alejarse de todas las responsabilidades que siempre tuvo Prue. Después de un asesinato fuera del bar en el que culpan a Prue, empiezan a buscarla. Durante la boda, llega T.J. en moto, y el astral de Prue se va con él dejando a Piper desolada. Phoebe encuentra un hechizo que hace que la Prue astral regrese a la casa y después de hablar con ella, vuelve a su cuerpo. En esto, la policía llega a la casa y la detienen. Mientras, Darryl Morris, Leo y Cole van al bar para descubrir al verdadero asesino y liberar a Prue. Después de eso, se celebra la boda más esperada hasta el momento.
El 17 de mayo de 2001, al final de la tercera temporada, Prue y Piper son grabadas por unos periodistas mientras destruyen al demonio Shax, (aunque en realidad solo lo desvanecen). La gente se entera de su identidad y, después de una problemática, Piper es herida de bala y muere. Para que la gente no recordara quiénes eran había que volver el tiempo atrás, por lo que Phoebe se había adelantado y se dirigió al inframundo para que el demonio Tempus a quienes ellas habían derrotado retrocediera el tiempo, considerando la situación de una mayor urgencia porque Piper había muerto. Pero la condición es que ella se quede en el inframundo. Acepta con la condición de que sus hermanas sean avisadas de que ese demonio iba a atacar. El tiempo vuelve atrás, pero sus hermanas no son avisadas y Shax las ataca provocando casi la muerte de Piper y la definitiva muerte de Prue. En el final de la séptima temporada, las hermanas invocan a los poderes de proyección de Prue, y en la escena final del capítulo 7x22 “Algo mágico viene hacia aquí” se cierra la puerta de la mansión gracias a Prue, que pese haber perdido la vida continúa protegiendo, velando y ayudando a sus hermanas. 

## Poderes y habilidades
Prue tenía dos poderes principales:
1. Telequinesis: Prue podía mover objetos con su mente, inicialmente canalizándolo a través de los ojos y luego de las manos. Este poder le permitía mover objetos a distancia, atacar enemigos, crear campos de fuerza y desafiar la gravedad. En el futuro alternativo al que viajó, su telequinesis era lo suficientemente poderosa para devastar un área con un solo movimiento.  Más tarde en el capítulo 1x19 “Ciegos”, Prue fue capaz de canalizar su telequinesia a través de las manos, dando como resultado mucha más facilidad y duración al mover las cosas. Con esta evolución, Prue podía lanzar a varios metros de distancia a demonios, devolver ataques gracias a campos de fuerza de energía telequinética, desafiar a la gravedad gracias a moverse a sí misma con su telequinesis y reforzar sus ataques físicos para así tener más fuerza a la hora de golpear y tener un bajo grado de telequinesia, como cuando desenterró un cadáver del subsuelo en el 2x11 “abandono atropellado”. Prue del futuro tiene una telequinesia extremadamente avanzada, pudiendo hacer devastaciones en forma de unas ondas telequinéticas, así arrasó el desván y lo destrozó completamente, esta telequinesis es tan poderosa que podría, incluso, manipular átomos individuales, para explotarlos como Piper, de hecho en el capítulo 3x06 “El camino de rosas de la empatía” explotó un microondas al tener su telequinesia totalmente descontrolada, en ese mismo capítulo partió en dos y desgarró una viga de madera e hizo temblar un edificio entero.
```
2. 
Proyección Astral:
 Prue podía proyectar su conciencia fuera de su cuerpo, creando un duplicado tangible de sí misma. Durante la proyección, el cuerpo original permanecía en estado de letargo y la proyección no podía utilizar telequinesis. Aunque era tangible, no podía ser herida mientras estaba proyectada. Al principio de la serie, un demonio llamado Rex tenía este poder, pero de una forma intangible e invisible (como se representa siempre a la proyección astral) y mostrando control mental, pero la de Prue siempre era tangible y visible. Durante la proyección astral Prue no puede ser herida, como ocurre en el capítulo en el que la ayudante de Piper celosa de Prue le dispara, pero la bala le atraviesa. Esto se podría explicar porque está en forma astral, aunque sea tangible. La versión futura de este poder se vio en dos capítulos: el primero fue en el 3x06 “El camino de rosas de la empatía”, donde Prue original y Prue astral estaban totalmente conscientes y despiertas, y el segundo en el 7x22 “Algo mágico viene hacia aquí” donde las hermanas hicieron un hechizo para invocar el poder de Prue. En ese episodio Paige utilizó sus poderes telequinéticos contra Zankou. Juntando estas dos cosas, Prue podría tener duplicado sus poderes.
[
3
]
```